# NX級星艦
NX级星舰是科幻影集《星际迷航：进取号》裡虛構的太空航行器，在《星际迷航》的世界中，NX级星舰是第一种由地球人建造，配備可达曲速5级的曲速引擎的星艦。NX级星舰的第一艘命名為企業號 (NX-01)，第二艘命名為哥伦比亚号 (NX-02)，此外還有三艘分別為Challenger(NX-03)、Discovery(NX-04)和USS Endeavour(NX-06)。